# Shota Ogawa
Shota Ogawa (小川翔太?, Ogawa Shota; 29 novembre 1998) è un lottatore giapponese, specializzato nella lotta greco-romana.

## Palmarès
- Mondiali

Nur-Sultan 2019: bronzo nei 55 kg.
- Mondiali

Budapest 2019: oro nei 55 kg.